# Santa María (Wamba)

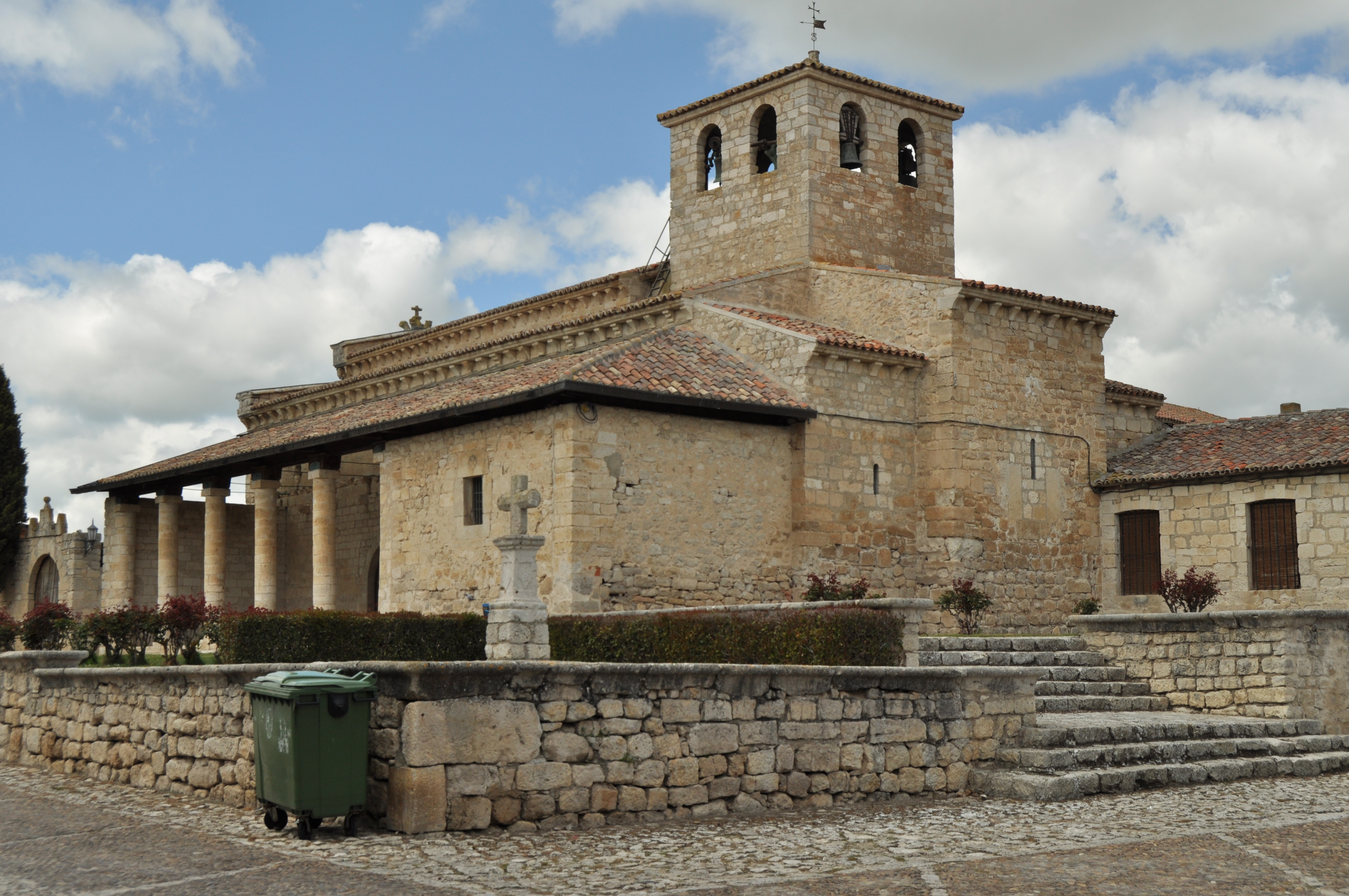
Kirche Santa María

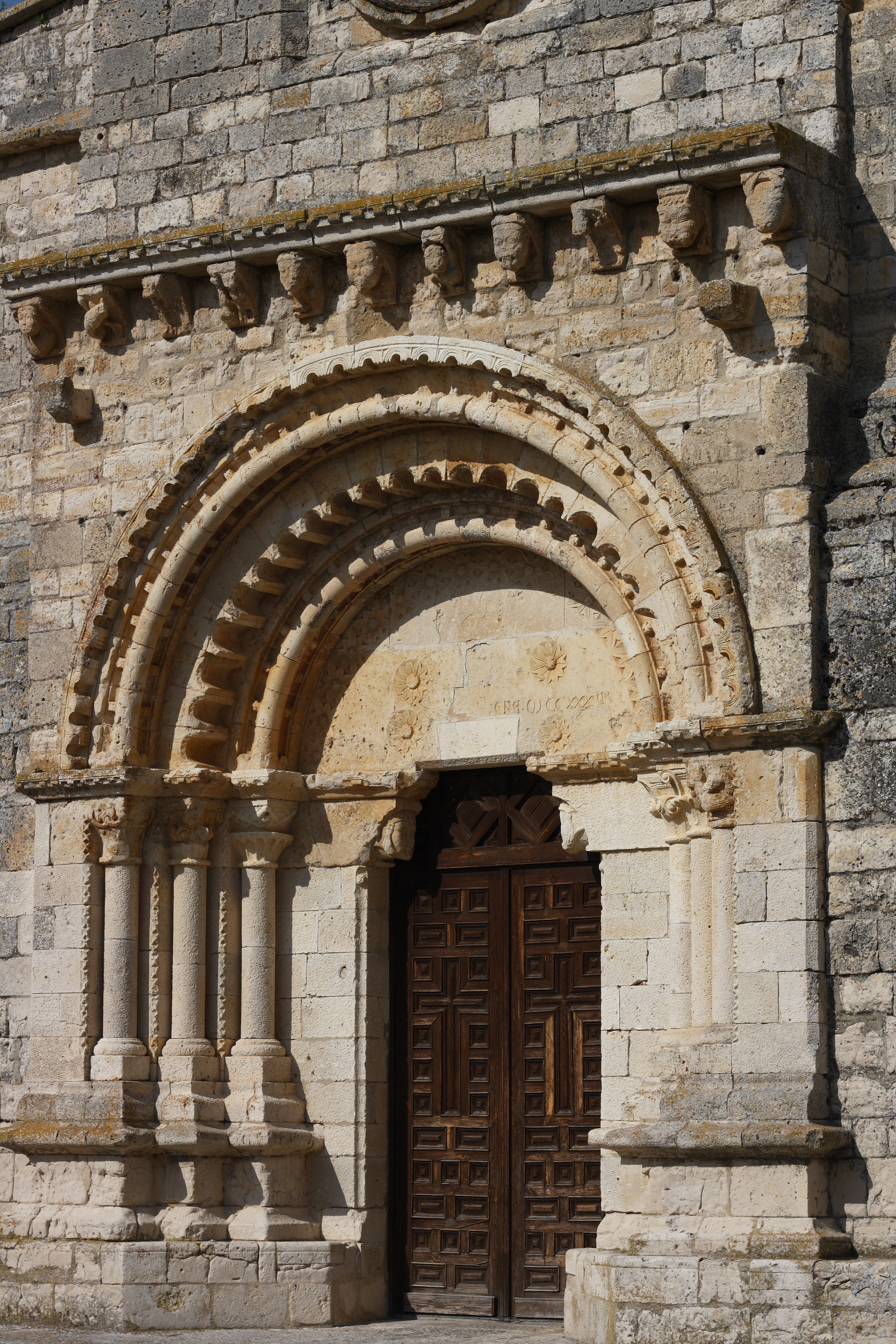
Hauptportal

Die Kirche Santa María in Wamba, einer Gemeinde 17 km westlich von Valladolid, der Provinzhauptstadt der gleichnamigen Provinz der spanischen Autonomen Gemeinschaft Kastilien-León, gelegen, besitzt noch ein vorromanisches Chorhaupt mit drei Apsiden aus dem 10. Jahrhundert. Wie die wenige Kilometer entfernt gelegene Kirche San Cebrián in San Cebrián de Mazote geht sie auf einen mozarabischen Kirchenbau zurück. Das Langhaus der Kirche ist romanisch und stammt aus dem Ende des 12. Jahrhunderts. Im Jahr 1931 wurde die Kirche zum Baudenkmal (Bien de Interés Cultural) erklärt.

## Geschichte
Bereits um das Jahr 670 soll in Wamba auf Anregung des Westgotenkönigs Rekkeswinth ein erstes Kloster gegründet worden sein. Im Jahr 672 starb König Rekkeswinth in einem Marienkloster in Gérticos, wo sein Nachfolger Wamba ernannt wurde. Der Ort Gérticos soll danach in Wamba umbenannt worden sein, was allerdings nicht belegt ist. Archäologische Grabungen im Jahr 1988 brachten Fundamentreste eines Vorgängerbaus zutage, die bis in die römische und westgotische Zeit zurückreichen. Die Geschichte des Klosters ab der Zeit der maurischen Eroberung bis zur Rückeroberung unter Alfons III. (848–910) liegt im Dunkeln. Für das Jahr 928 wird in zeitgenössischen Chroniken ein Abt namens Frunimius erwähnt, der gleichzeitig als Bischof bezeichnet wird. Vermutlich ist damit der Bischof von León gemeint, der 928 sein Amt aufgab. In diese Zeit wird der Bau der Kirche datiert. In den Jahren 945 bis 951 wird ein Abt namens Nuño erwähnt.
Im 12. Jahrhundert ging das Kloster an den Johanniterorden über, in dessen Besitz es bis im 19. Jahrhundert blieb. Ende des 12. Jahrhunderts wurde das heutige Langhaus errichtet. Die Klosterbauten, die heute zum großen Teil verfallen sind, wurden in späterer Zeit angefügt.

## Architektur

### Außenbau
Der Grundriss der Kirche ist ein Rechteck, aus dem die Mittelapsis im Osten leicht hervorsteht. Vom vorromanischen Bau des 10. Jahrhunderts ist noch die Nordwand des Langhauses, das Querhaus, das nicht aus dem Langhaus hinausragt, und der Chorraum mit drei Apsiden, die um 928 datiert werden, erhalten. Die Mauern aus dem 10. Jahrhundert sind durch die Verwendung von Bruchstein, unregelmäßigen Quadern und Ziegeln mit Mörtel gekennzeichnet.
Das romanische Langhaus ist aus regelmäßigen Kalksteinquadern errichtet.
Über der Vierung erhebt sich der quadratische, mit einem Pyramidendach bekrönte Glockenturm, der auf allen vier Seiten von zwei rundbogigen Klangarkaden durchbrochen wird.

### Beinhaus

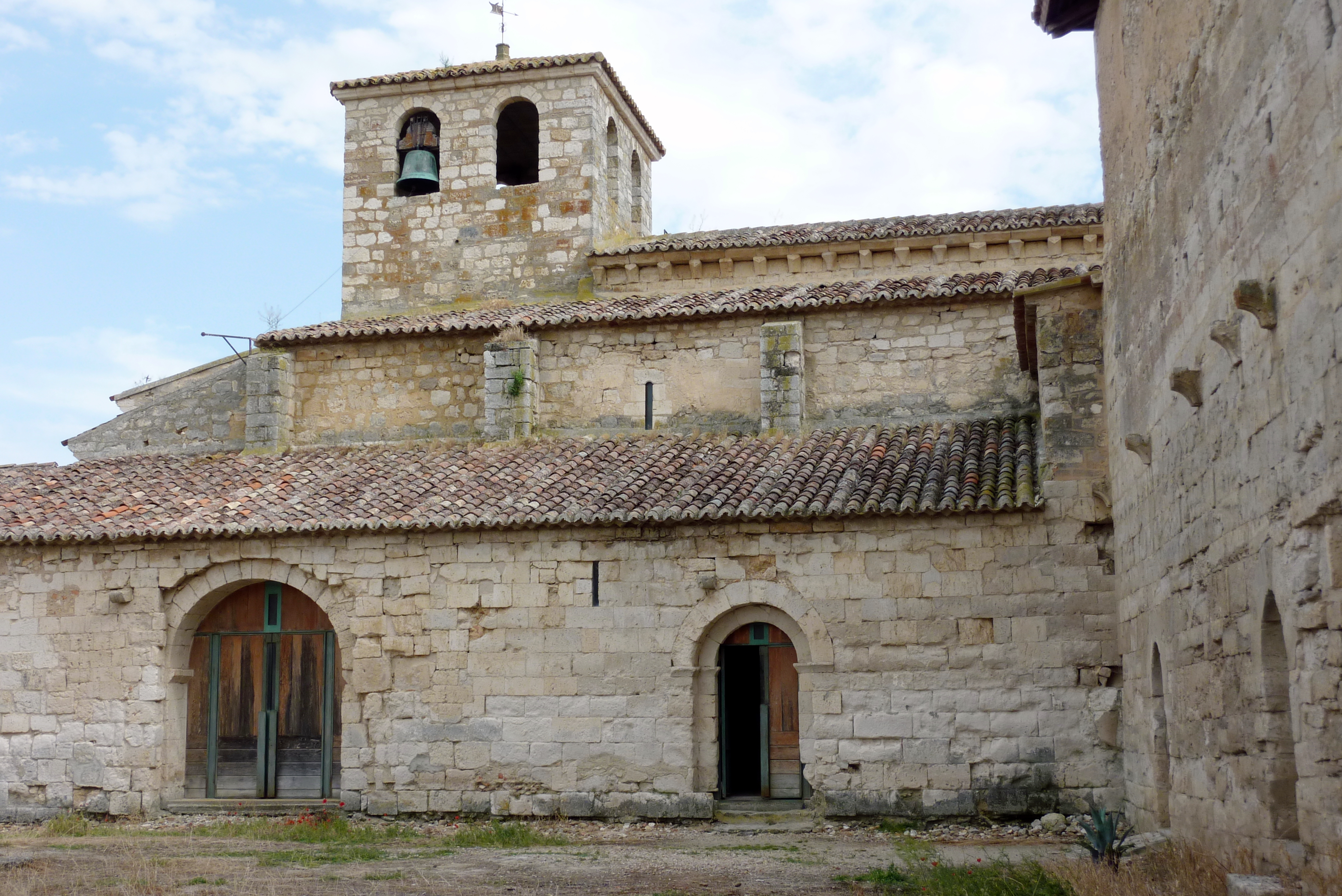
Beinhaus an der Nordseite des Langhauses

An der Nordseite des Langhauses schloss sich ehemals der Kreuzgang an. Hier ist noch das Beinhaus erhalten, das von den Johannitern genutzt wurde.

### Portal
An der Westfassade befindet sich das Hauptportal, ein romanisches Rundbogenportal, dessen drei Archivolten auf beiden Seiten auf drei Säulen aufliegen. Die Archivolten sind mit Rundstäben, Bogenfriesen und Knospen verziert. Das nur mit skulptierten Rosetten versehene Tympanon ruht auf Kragsteinen (mochetas) in Form von menschlichen Köpfen, aus deren Mündern große Blätter wachsen. Im Tympanon ist die Inschrift „Era MCCXXXIII“ eingemeißelt, die auf das Jahr 1233 der Zeitrechnung der spanischen Ära verweist und dem Jahr 1195 der heutigen Zeitrechnung entspricht. Die Portalzone bekrönt ein schmales, mit einem Rollenfries versehenes Vordach auf Kragsteinen, die als Tiere oder Köpfe von Menschen und Tieren gestaltet sind. Farbreste weisen auf eine ursprüngliche Bemalung des Portals hin.

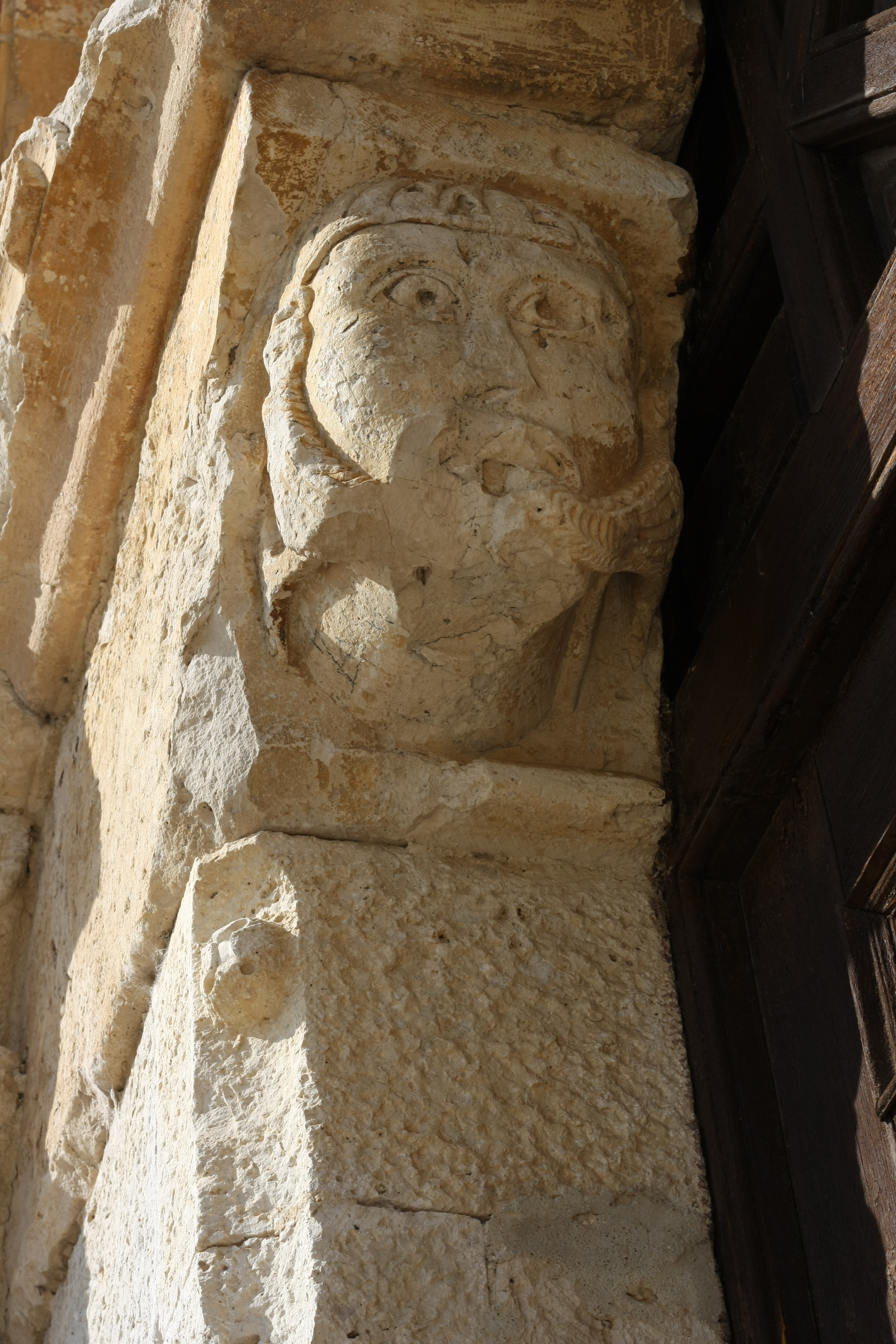
Mocheta
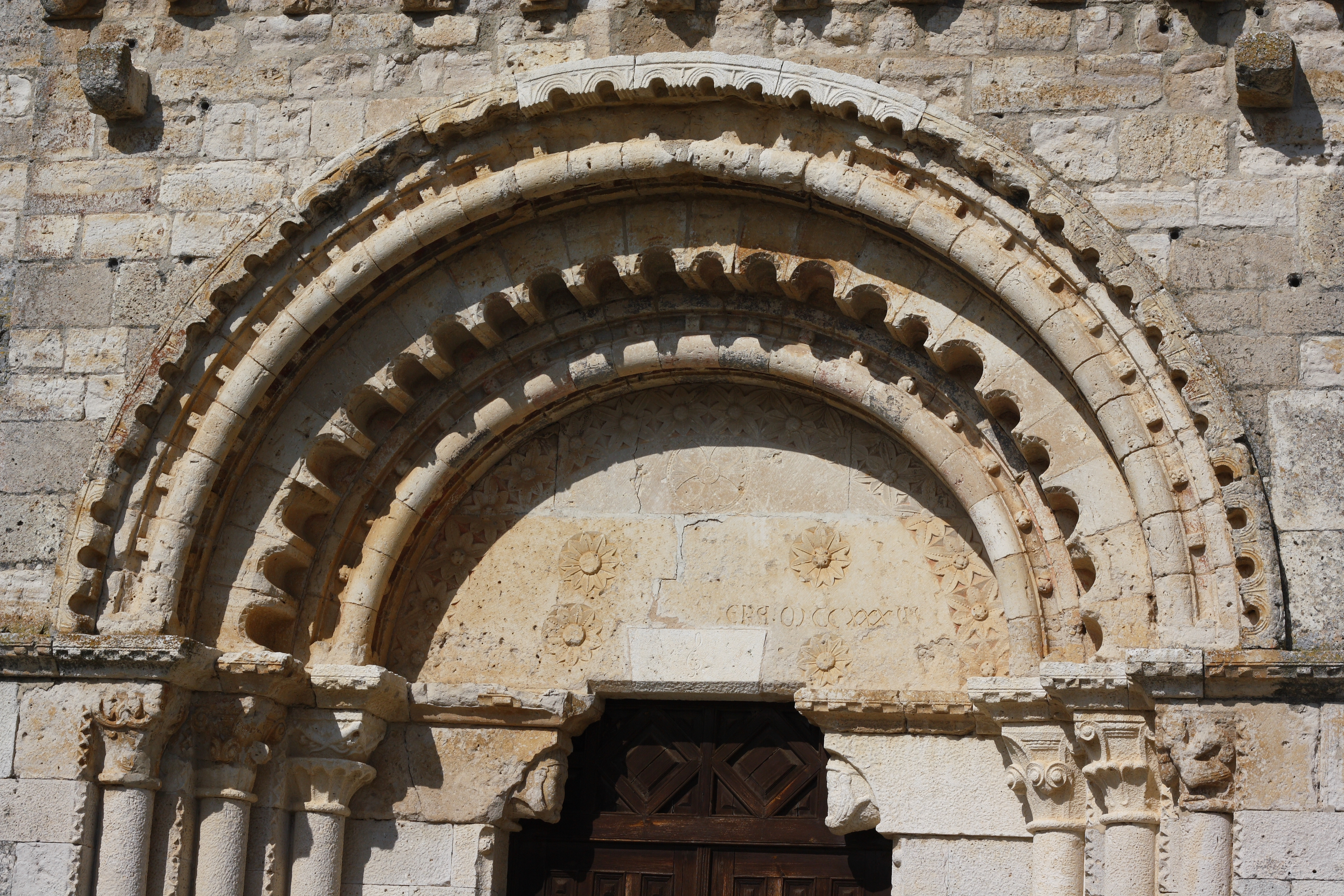
Tympanon
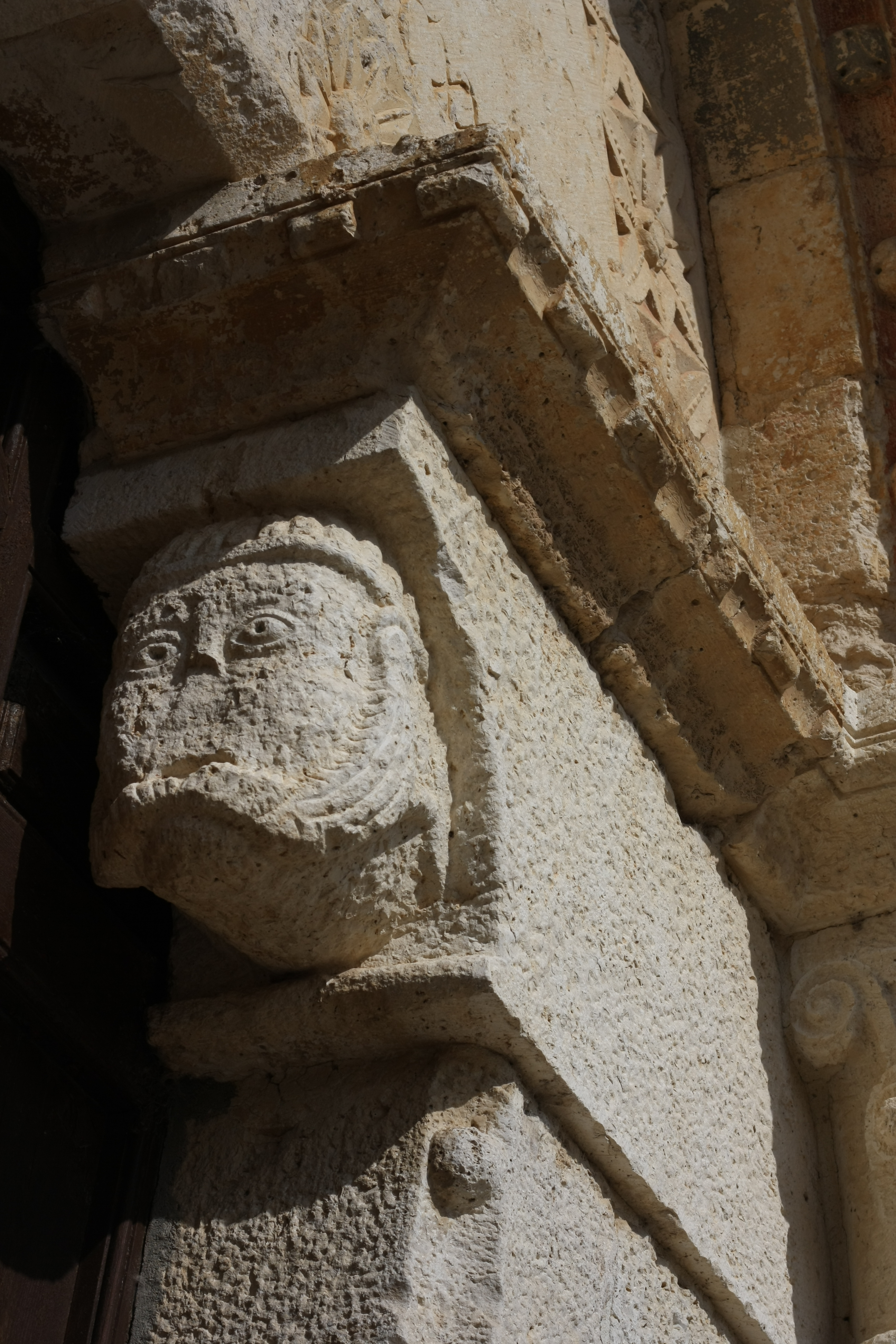
Mocheta

### Innenraum

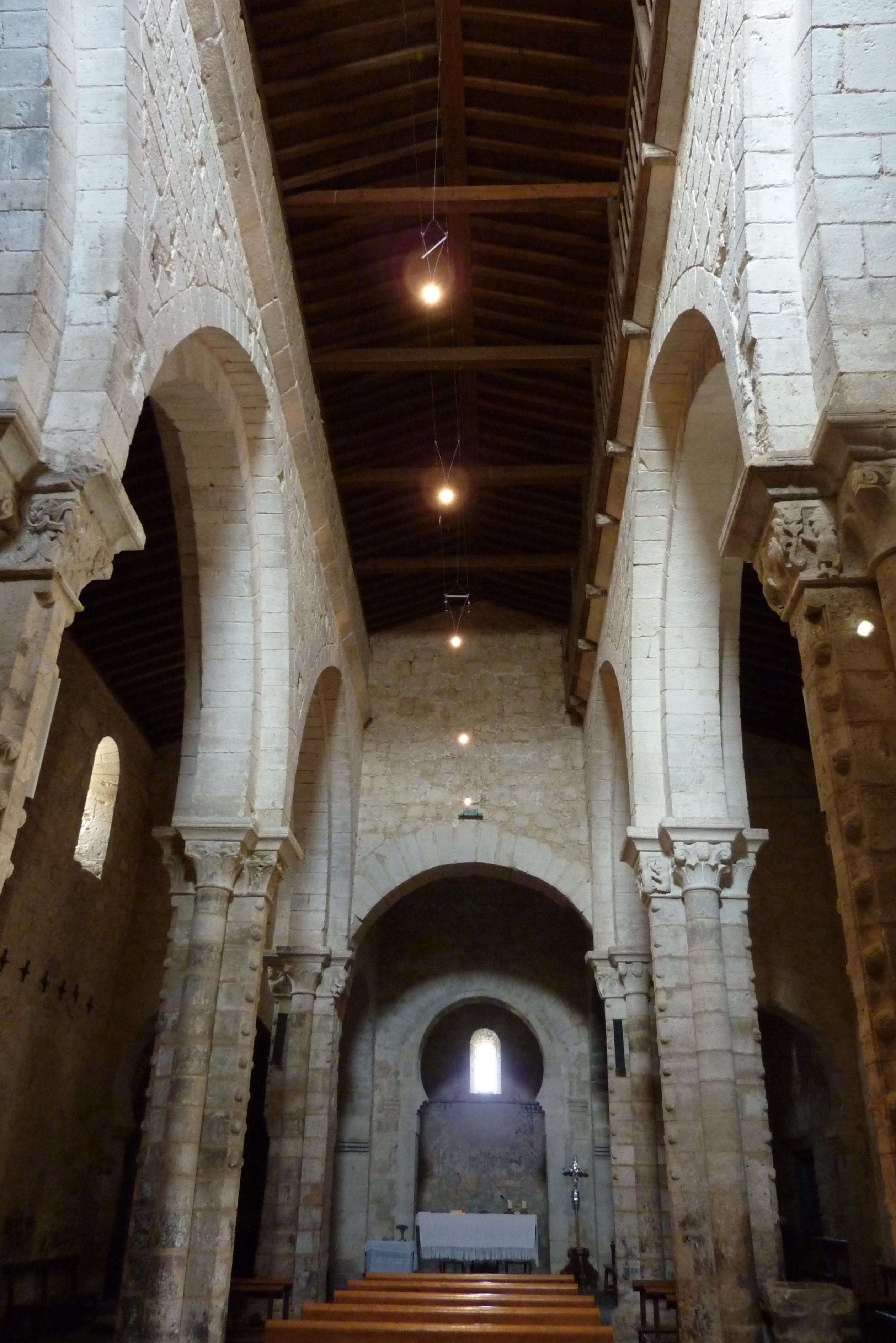
Langhaus und Apsis

Das Langhaus ist dreischiffig. Das Hauptschiff wird durch Spitzbogenarkaden, die auf rechteckigen Pfeilern mit Säulenvorlagen aufliegen, von den Seitenschiffen getrennt. Haupt- und Seitenschiffe werden von Holzdecken gedeckt, die innen wie außen auf Kragsteinen aufliegen. Pfeiler und Halbsäulen sind mit Kapitellen verziert, auf denen stilisierte Blätter und figürliche Szenen dargestellt sind wie die Seelenwägung des Erzengels Michael oder der Schutzpatron der Schuhmacher, der heilige Crispinus, der in ein Stück Leder beißt. An den Pfeilern haben sich Reste der farbigen Bemalung in Ockertönen erhalten.
Die drei quadratischen Apsiden aus mozarabischer Zeit werden von Tonnengewölben gedeckt. Die Mittelapsis ist breiter und höher als die seitlichen Apsiden. In allen drei Apsiden sind schmale, schießschartenartige Fenster eingeschnitten. Die Bögen der Vierung haben Hufeisenform und werden von mächtigen Pfeilern mit Pilastervorlagen gestützt. Diese sind mit dreistufigen, scharfkantig gekehlten Kämpfern und mit Kapitellen verziert, deren Dekor aus Blüten und Blättern in präzisem Kerbschnitt ausgeführt ist. Auch wenn die Kapitelle von Wamba in den wesentlich weicheren Kalkstein gemeißelt sind, gleichen sie den Marmorkapitellen der Kirche San Miguel de Escalada so sehr, dass man von den gleichen Steinmetzen ausgeht.
An der Nordseite des Langhauses öffnet sich eine Tür zu mehreren Anbauten. Ein Raum, in dem ein Taufbecken steht und der als Taufkapelle dient, wird von einem Kreuzrippengewölbe aus dem 13. Jahrhundert gedeckt. In einem weiteren Raum trägt eine einzige Säule ein Kreuzgratgewölbe, das aus groben, mit Lehmmörtel zusammengefügten Steinen gemauert ist. Der ursprüngliche Westchor ist nicht mehr erhalten.

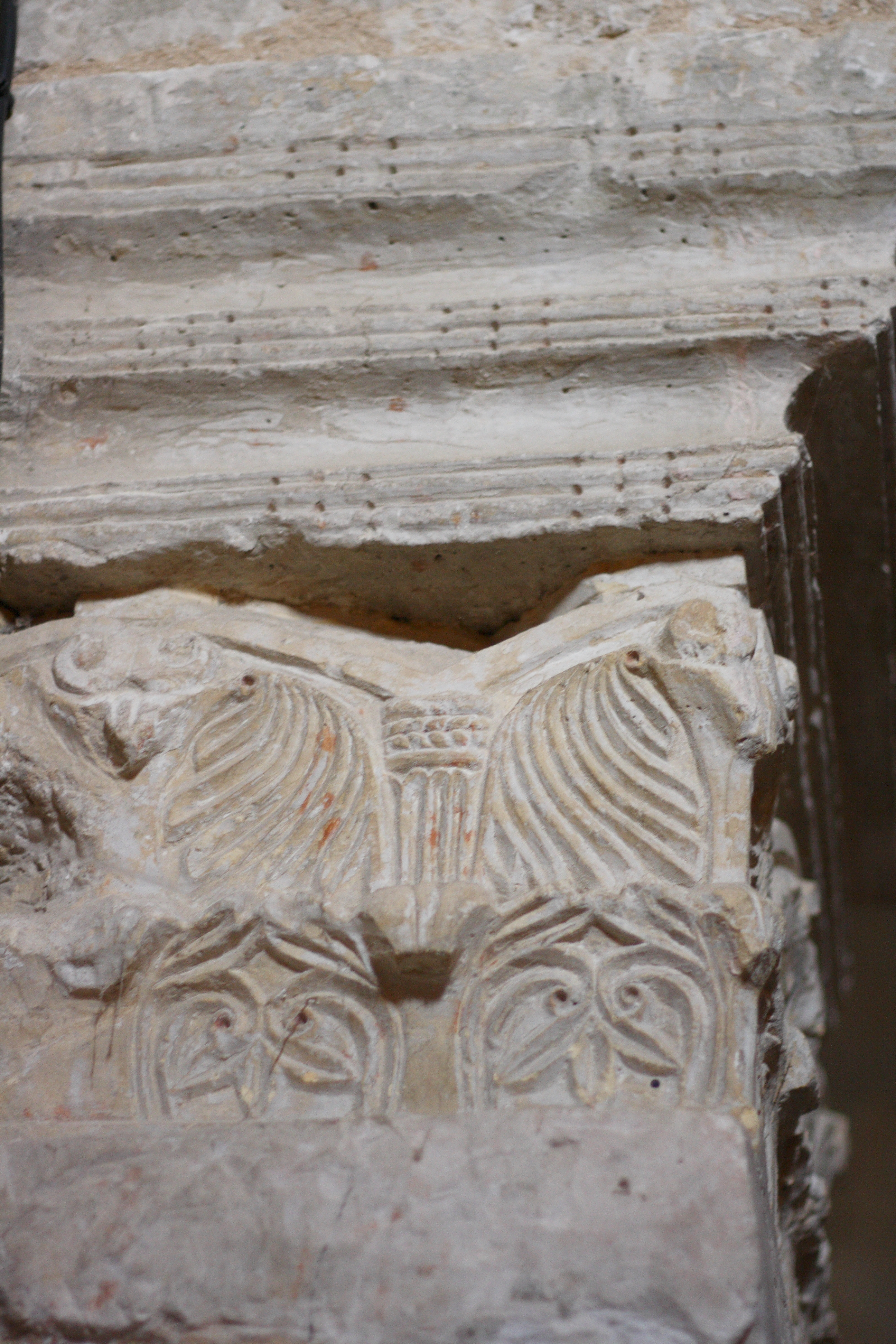
Kapitell
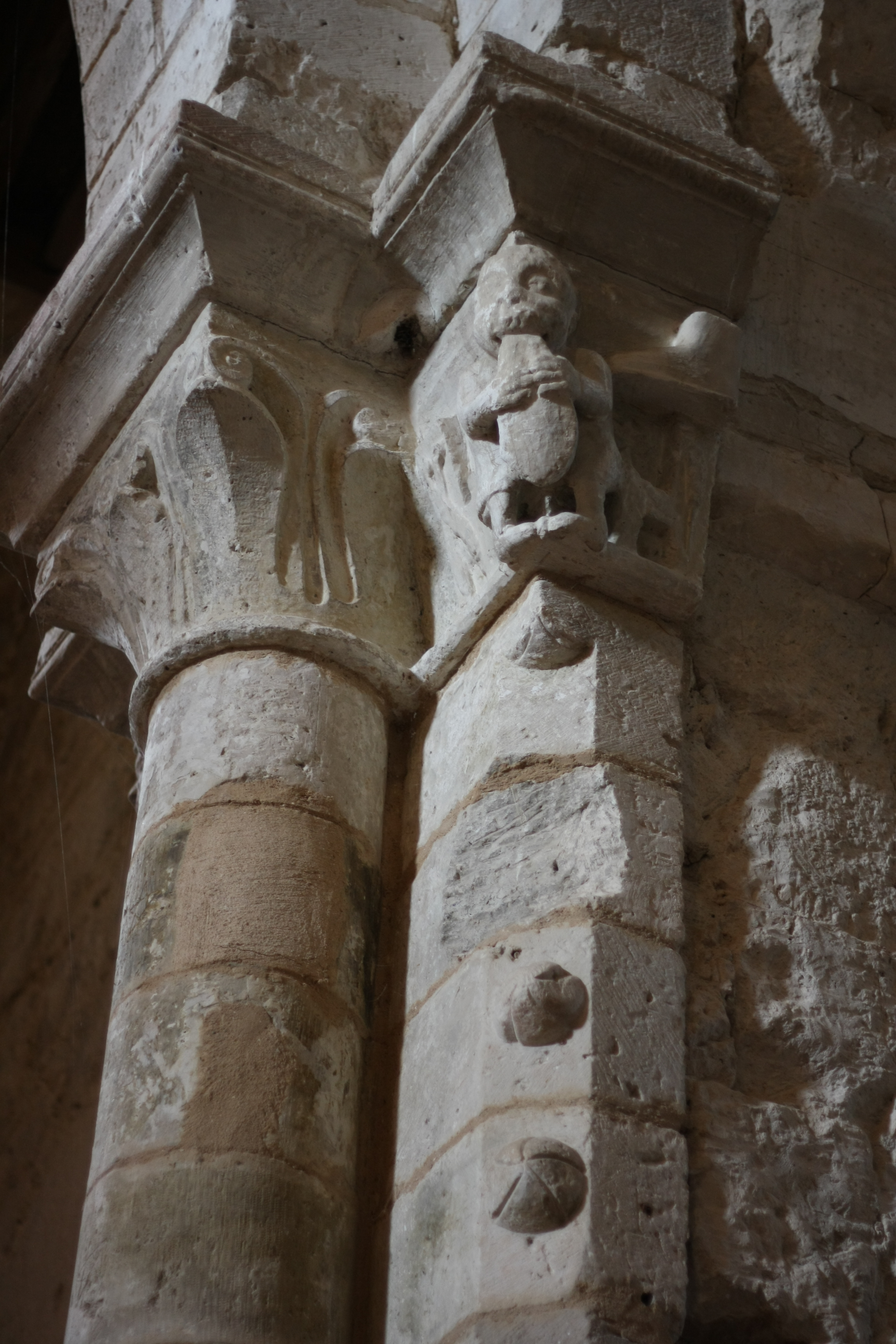
Heiliger Crispinus
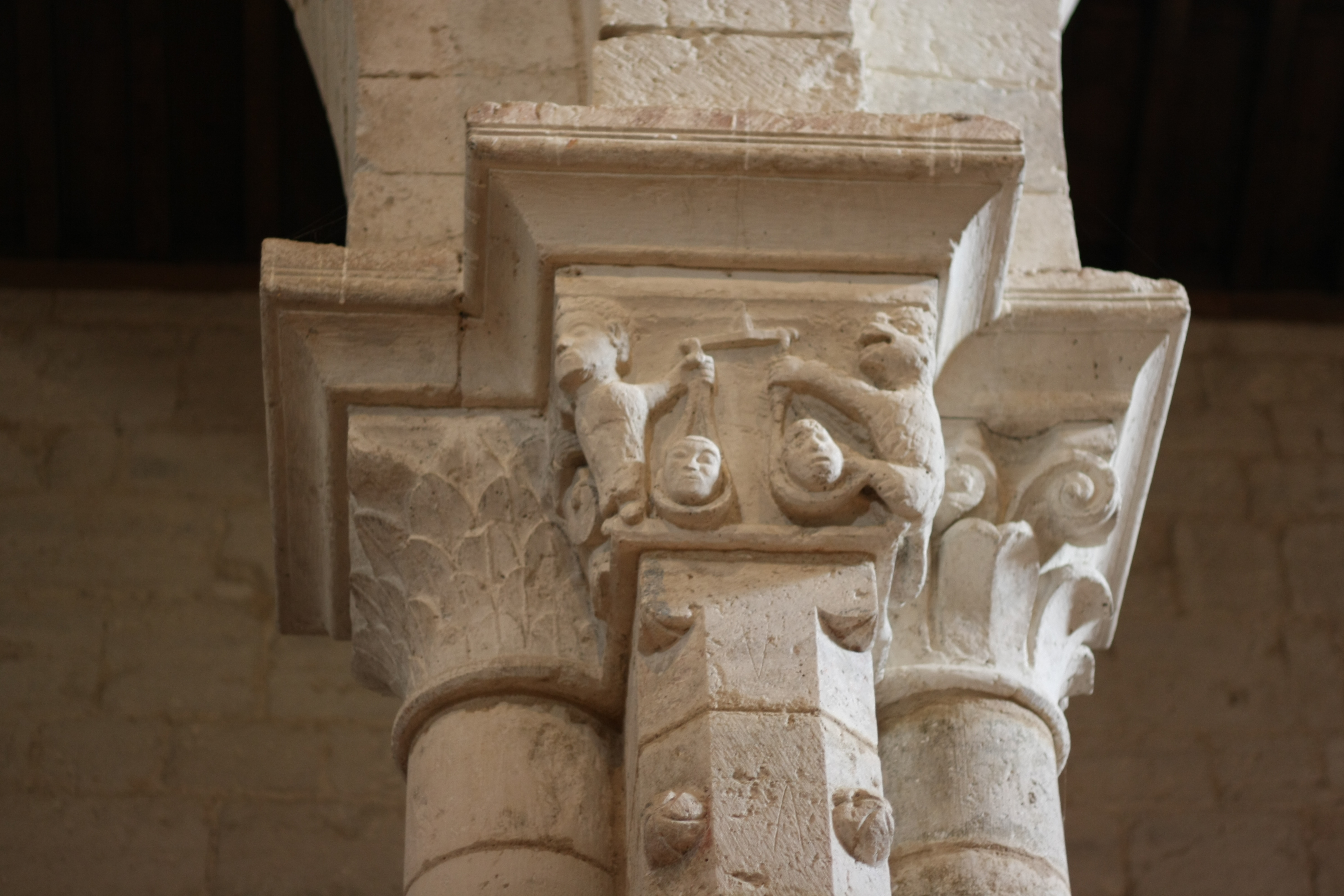
Seelenwägung

## Wandmalerei

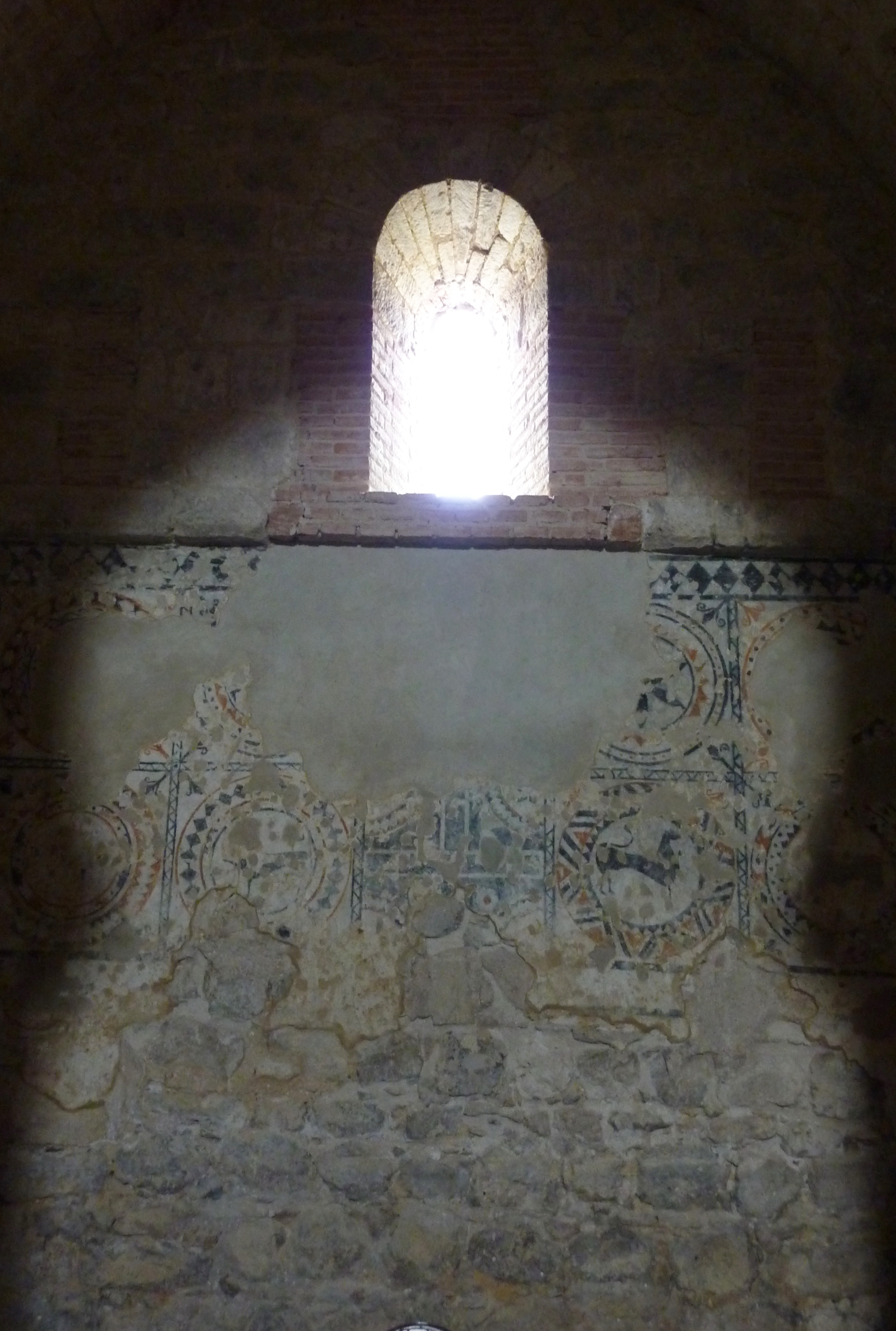
Wandmalerei im Chor

An der Stirnwand der Apsis befindet sich eine in schlechtem Zustand erhaltene Wandmalerei in schwarzen und ziegelroten Farben auf weißem Grund. In der Mitte ist ein griechisches Kreuz dargestellt, daneben acht Quadrate, in denen Kreise eingeschrieben sind. In zwei Kreisen sind stilisierte Tiere abgebildet, die als Löwen interpretiert werden. Es ist umstritten, ob es sich dabei um eine – äußerst seltene – mozarabische Malerei handelt oder ob sie aus romanischer Zeit stammt.

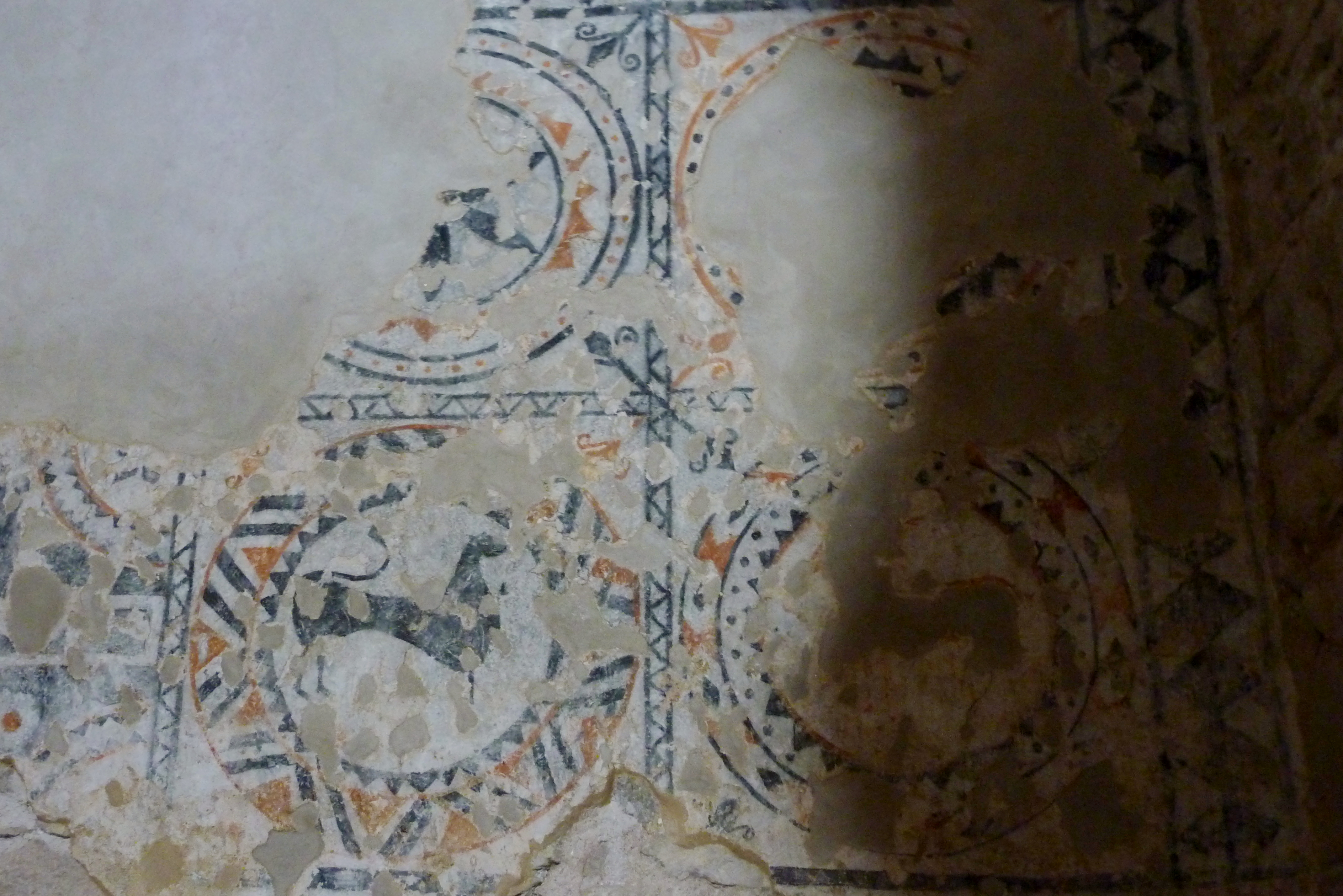
Wandmalerei im Chor
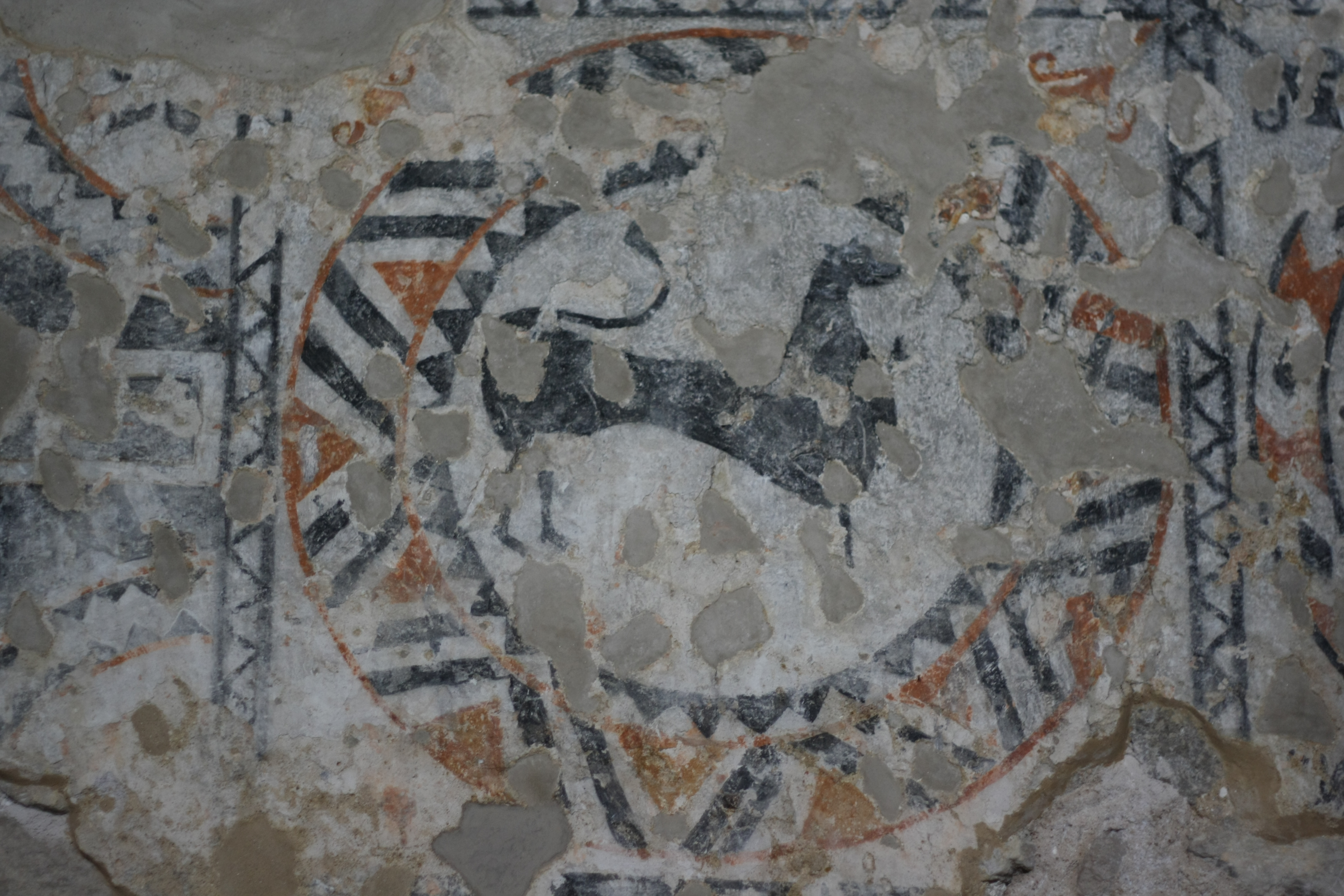
Wandmalerei im Chor

## Ausstattung

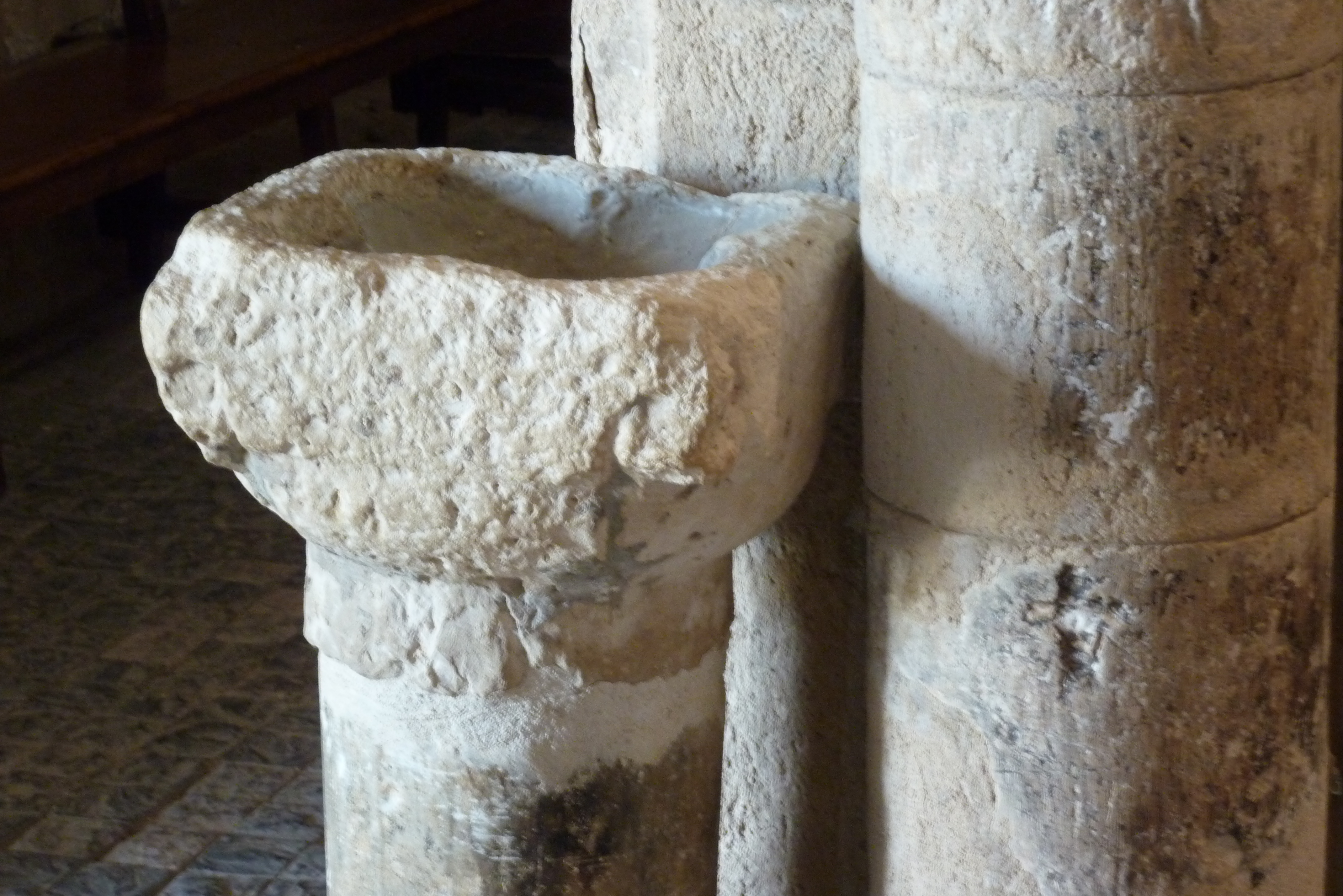
Zum Weihwasserbecken umgearbeitetes Kapitell

- In der Kirche wird ein mit Blattdekor verziertes byzantinisches Kapitell aus dem 5. Jahrhundert aufbewahrt, das zum Weihwasserbecken umgearbeitet wurde.
- In eine Wand der nördlichen Apsiskapelle eingelassen ist eine Steinplatte mit dem Relief eines gleichschenkligen Kreuzes, dessen Arme ankerförmig enden.